# Digimon Adventure 02: The Beginning
Digimon Adventure 02: The Beginning (Nhật: デジモンアドベンチャー02 THE BEGINNING Hepburn: Dejimon Adobenchā 02 THE BEGINNING, n.đ. Cuộc phiêu lưu của Digimon 02: Khởi nguyên) là một phim điện ảnh anime thể loại phiêu lưu được sản xuất bởi Toei Animation và Yumeta Company. Bộ phim được dựa trên hai xê-ri anime truyền hình của Digimon là Digimon Adventure và Digimon Adventure 02, đồng thời tiếp nối loạt phim điện ảnh nhiều phần Digimon Adventure tri. và phim điện ảnh Digimon Adventure: Last Evolution Kizuna.
Phim được công chiếu vào ngày 27 tháng 10 năm 2023 tại Nhật Bản, phân phối bởi Toei Animation và dự kiến công chiếu vào ngày 19 tháng 1 năm 2024 tại Việt Nam, phân phối bởi Odex.

## Nội dung
Khoảng cuối tháng 2 năm 2012, một quả trứng Digi khổng lồ xuất hiện trên bầu trời, ngay trên đỉnh tháp Tokyo. Hiện tượng này kéo dài hơn một tuần mà không có bất kỳ diễn tiến nào xảy ra.
Ngày 28 tháng 2, Ken, Miyako, Iori, Hikari và Takeru tập trung về tiệm mì ramen của Daisuke để bàn về hượng tượng trên. Một lúc sau, cả nhóm chợt thấy trên tivi xuất hiện hình ảnh một thanh niên đang trèo lên đỉnh tháp Tokyo để tiếp cận quả trứng Digi đó, cả nhóm nhận ra thanh niên đó cũng là đứa trẻ được chọn nhờ chiếc Digivice đang cầm trên tay. Trong khi đó, cậu thanh niên bí ẩn ấy trượt tay ngã xuống từ đỉnh tháp nhưng được Stingmon đến cứu rồi đưa về nhóm Daisuke đang chờ sẵn ở công viên gần đó. Thanh niên đấy giới thiệu mình là Lui, là người đầu tiên có Digimon đồng hành. Lui bất ngờ khi nhóm Daisuke gọi những người như cậu là những đứa trẻ được chọn, nhưng khi hỏi đến Digimon đồng hành thì cậu nói là đã tự tay giết Digimon của mình. Lui liên tục kêu sự tồn tại của Digimon là đại họa trên thế giới rồi bỏ đi nhưng bị các Digimon của nhóm Daisuke ngăn lại. Lúc sau, cảnh sát truy ra được cả nhóm nên tất cả phải di chuyển qua chỗ khác, Lui nhân cơ hội lủi đi nhưng bị Daisuke giữ lại.
Khi cả nhóm biết được Lui có liên quan đến quả trứng Digi bí ẩn đó, Daisuke, Ken và Lui nhờ Paildramon bay lên tiếp cận quả trứng Digi. Khi cả ba tiếp cận quả trứng thì con mắt của nó phản ứng với mắt phải củi Lui làm tất cả ngã xuống vào trong quả trứng đó. Lúc tỉnh lại, mọi người nhận ra mình đang ở Hikarigaoka vào ngày 29 tháng 2 năm 1996, khi thấy hai anh em Taichi và Hikari đang trở về nhà. Rồi tất nhả nhìn thấy Lui (4 tuổi) đi theo mẹ trở về căn hộ tàn tạ do phải chi trả chi phí cho người bố đang hôn mê. Lúc sau, Lui lúc nhỏ bị mẹ lôi ra ngoài ban công giữa trời tuyết rơi chỉ vì tè dầm, Daisuke diên tiết nhưng được Ken và Lui ngăn lại để anh không can thiệp sau vào quá khứ của Lui. Một quả trứng nhỏ xuất hiện trước mặt Lui lúc nhỏ, Lui trưởng thành chạy ra cản lại nhưng tất cả đều bị rơi ra khỏi quả trứng khổng lồ đó rồi được Angemon, Angewomon và Aquilamon cứu. Thế rồi cả nhóm vẫn bị cảnh sát truy tìm ra được nên phải chuyển qua phòng máy của trường học mà Iori từng học.
Trong phòng máy, cả nhóm Daisuke vừa theo dõi quả trứng Digi bí ẩn vừa truy ra được quả trứng đó là của Ukkomon, Digimon đồng hành của Lui, khi đó Lui mới kể lại cho nhóm Daisuke những gì xảy ra giữa cậu với Ukkomon qua ký ức của mình. Tiếp tục với ký ức từ trong quả trứng khổng lồ, Lui nhìn thấy quả trứng Digi lơ lửng trước mặt, cậu sờ vào quả trứng và ước mình sẽ có rất nhiều bạn ngào ngày sinh nhật của mình (29 tháng 2), sau đó quả trứng nở ra Ukkomon và muốn được làm mọi thứ để cậu được vui. Ukkomon lấy tuyết đắp thành cái bánh tặng Lui rồi hát mừng sinh nhật cậu, ngay lúc đó bánh bằng tuyết thành chiếc Digivice. Mẹ cậu cho cậu vào nhà cùng với Ukkomon. Kể từ thời điểm đó, cuộc sống của Lui thay đổi, bố cậu tỉnh lại rồi hồi phục, cậu được Ukkomon bảo vệ khỏi bị bắt nạt, và có thêm bạn bè. Vài năm sau, thấy sự xuất hiện của nhiều Digimon ở thế giới thực và cùng con người chiến đấu với nhau, nhất là sau trận chiến của Diablomon với Omegamon và Imperialdramon, Lui cảm thấy nghi ngờ ước muốn của mình được Ukkomon thực hiện. Bố mẹ cậu lăn đung ra ngất ngay trước tiền sảnh nhà, Ukkomon điều kiển bố mẹ cho cậu an tam hơn, nhưng bị phản tác dụng. Lui cảm thấy bất mãn với những gì Ukkomon đã làm cho mình, cậu lấy gậy bóng chày đập nát Digivice rồi bị thiết bị đó văng ngược lại vào mắt phải khiến cậu bị vỡ nhãn cầu, Ukkomon phải lấy con mắt của mình lắp vào cho cậu. Lui oán hận những gì đã xảy ra, Ukkomon buồn bã mà tan chảy ra trước mặt cậu, trở lại thành quả trứng Digi rồi biến mất.
Trở lại thực tại, đúng 0 giờ ngày 29 tháng 2, trứng Digi khổng lồ nứt vỏ, truyền thông điệp "Ai cũng đều có bạn bè" ra khắp thế giới, hiện tượng này kéo dài 50 phút rồi quả trứng nở ra. BigUkkomon vừa nở ra từ trứng Digi phóng ra hàng dây trứng Digi khác ra khắp nơi trong khi hát chúc mừng sinh nhật của Lui. Iori và Miyako tính toán được sẽ có đến khoảng 7 đến 8 tỉ người có Digimon đồng hành sau thời điểm đó. Nhóm Daisuke quyết định sẽ ngăn chặn điều đó, lúc đầu sẽ tiêu diệt BigUkkomon để trừ hậu họa nhưng Takeru phản đối việc này vì không muốn gây ảnh hưởng đến Digimon đồng hành hiện tại. Khi nhận thấy được vấn đề chỉ có Lui mới giải quyết được, nên cả nhóm thuyết phục anh thương lượng lại với Ukkomon. Silphymon và Shakkoumon đánh lạc hướng các xúc tua của BigUkkomon trong khi Imperialdramon đến tiếp cận nó để Lui có thể nhảy vào trong đó. Khi nhảy vào được vào trong BigUkkomon, dòng thời gian đưa Lui về lại thời điểm sinh nhật 4 tuổi của mình, anh thuyết phục mẹ mình quan tâm hơn nữa đến con mình. Sau đó, Lui chờ trước ở ngoài ban công nhà mình khi Ukkomon vẫn nở ra từ trứng Digi. Anh nói với Ukkomon là mình không muốn ước điều gì nữa và cho biết mọi thứ đã xảy ra do cả hai không hiểu được nhau. Tuy vậy, Lui và Ukkomon vẫn có thời gian tâm sự để cố gắng hiểu nhau và thỏa thuận những lần gặp gỡ sắp tới cho đến khi anh rơi xuống khỏi BigUkkomon rồi được Impertialdramon đón lấy. Lui cho nhóm Daisuke biết mình đã "đánh bại" Ukkomon để cả nhóm tiêu diệt BigUkkomon, các nhánh trứng Digi từ nhó tan thành bụi dữ liệu hòa vào tuyết mà rơi xuống đất. Một số hạt bụi dữ liệu hóa thành quả trứng trên tay của Lui, rồi tất cả Digivice của mọi người đều tan biến hết. Sau đó, cả nhóm cùng chơi ném tuyết với nhau khi ánh binh minh dần ló rạng.
Ở phần cảnh hậu danh đề, Lui đứng nhìn trong về phía xa xăm, rồi bất giác nhìn xuống quả trứng trên tay mình sắp nở ra.